# 既得権益
既得権益（きとくけんえき、英語: vested interest）とは、ある個人または集団が法的または歴史的経緯により取得した権益（権利とそれに付随する利益）のこと。経済学や法学の分野で用いられることがある用語であり、既得権、既得の権利などと表現することもある。
経済学分野においては、ソースティン・ヴェヴレンが同概念を提唱したのが嚆矢であり、1899年に発表した有閑階級の理論の中では、無形資産の一種と捉えられ、現代の会計学でいうのれんなども既得権益の例に挙げられるとともに、生産活動に直接従事しないにもかかわらず利益を得ることができるものを既得権益者とした。
また、日本においては、「vested rights」や「acquired rights」も既得権・既得権益と訳することがあり、この場合においては、法令や契約あるいは慣習に基づいて取得・確立された権利のことを指す。法学分野においては、慣行水利権など慣習的に認められた権利と新たに制定された法令との関係の整理、法の不遡及の検討など、慣習の効力や財産権の在り方を論じる際に用いられている。このほか、特定の国で合法的に取得・確立した権利と他国の法令・国際法との関係を論じる際にも既得権・既得権益の用語が用いられることがある。